# 心はロンリー気持ちは「…」
『心はロンリー気持ちは「…」』（こころはロンリーきもちは。「…」部分は通常読まないが、「てんてんてん」とする場合もある）とは、明石家さんま主演のフジテレビの単発ドラマである。略称は「心ロン（こころん）」。

## 概要・特徴
一応、表向きは男女の恋愛をテーマに繰り広げられるドラマだが、エキストラ（主に劇団七曜日）やセット、背景などの部分でストーリーと全く関係のないギャグをふんだんに散りばめた異色の作品として制作された。ドラマのストーリーとは一切絡まない部分でのボケであったため、後に過去の放送を振り返るトークの際、ボケの解説で大半の者がそこで初めて気づいたというほどの難解なボケもあった。織り交ぜられるネタの多さに本筋のストーリーを追うことが困難になることもしばしばだが、元々設定自体が添え物であり、視聴者がギャグを見つけ出すことにシリーズの本質があるといっても過言ではない。
村上ショージ、ラサール石井、関根勤、松尾伴内といった、さんまに縁のあるメンバーが脇役を務めている。
1980年代には9回放送されたが、製作をしていた三宅班は『オレたちひょうきん族』が終了した時期でもあり視聴率10%を切ったら辞めようと考えていた。『IX』が10%を切ったため、取り決め通り一旦製作が打ち切られ、『X』は莫大な赤字を出すなど最終回のつもりで製作。21世紀に入ってから2003年、2024年と2回復活した。『X』と『XI』の復活版2作についてはステレオ制作されている。
『IX』、『FINAL』（2024年時点）を除いてDVD化されているが、権利上の問題でカットされているシーンが何箇所かある。
初回放送時のタイトル原案は主役が花屋という設定であったため「あっぱれ花屋さん」だったが却下され、その後「心はロンリー、気持ちはガンジー」というタイトルに決定していたが、放送直前にインド首相のインディラ・ガンディーが暗殺される事件が発生したため「ガンジー」の部分を「…」に変更したタイトルで放送されることとなった。
フジテレビ公式からは未公表なものの、2022年10月22日放送の『MBSヤングタウン』にて、新作の計画が、同スタッフらで製作されていた『あっぱれさんま大先生同窓会スペシャル』と並行して進行していることをさんま本人の口から明かされ、翌年には『さんタク』内にて木村拓哉からの言及とともに本作が最終作であるとともに正式に放送時期が発表された。

## ギャグの例
- BGMの歌詞が全部設定説明になっている。（通称：「ト書き歌」）
- さんまを見つけたマドンナが指で銃を撃つふりをして「バーン!」と言い、さんまが振り返るシーンで、さんまの後ろに本当に銃で撃たれた格好をして倒れるエキストラを配置。
- 視聴者に指示を出すテロップが出て、「音量を上げて下さい。」と出るとその後、小さい声で「助けて〜」と声が聞こえる。「テレビをたたいて下さい。」と出るとその後、天井から大量のススが落ちてくる。「すいません。と言って下さい」と出るとウェイトレスがやって来る。
- 部屋に置いてあるぬいぐるみが動いたり、動物の剥製が生き物。
- 『オレたちひょうきん族』に登場した「ナンデスカマン」などの衣装や同番組で使用したギャグが出て来る。
- 河川敷のベンチでマジメな会話をしている最中に突然その前をかご屋や人力車が走る。
- ダジャレや言葉遊び。（さんまの住んでいるアパートの部屋の壁に女子プロレスラーのミミ萩原のポスターと、障子に「メアリー」というタイトルの公演のポスターが貼られていたもので、これが「壁に耳（ミミ）あり、障子に目あり（メアリー）」というダジャレ。またガソリンスタンドのシーンの背景で、戦車が洗車されていたりするが、しかしそれらのギャグに対してツッコミの入るシーンはほとんどない）
- 「…」の部分がアイキャッチのたびに変わる。
  - 例：心はロンリー気持ちは「CMに行け」、心はロンリー気持ちは「鹿のフン」、心はロンリー気持ちは「僕のそばに」、心はロンリー気持ちは「大団円」など
- 証拠写真やパネルの中にさんまデビュー当時の宣材写真（白のタキシードに両手をかざしながら右膝を上げている）が紛れ込んでいる。
- 『X』と『FINAL』を除きラストで「そして 15年が過ぎ―」「ある春の日」というテロップが出てさんまがある商店街で商店を経営している所でエンディングとなるが、この商店が1作毎に手前に付け足されエキストラの配置から動きまで全て放送当時を再現、それに順ずる形で撮影も途中から長回しになった。

## エピソード
- 『I』の明石家さんまの相手役となる子役のオーディションにまだモデル活動のみだった頃の後藤久美子（当時10歳）が参加していた。その時、明石家さんまも立ち会っており、抜きんでた美貌をその場で讃えたり、彼女の所属事務所からも熱烈な推薦が出されていたものの、年齢の割にあまりにも大人びていた顔立ちのため、設定していた役柄と合わずに落選させた。もし、受かっていたら彼女の女優デビュー作品となっていたことから、さんまとスタッフはひどく後悔したという。
- 必ず、歌とダンスが交じる「ミュージカルシーン」があるが、これは三宅がミュージカル好きで、何らかの形で番組に入れたいと思ったからであったという。
- 『IV』でさんまの妹役を演じた今井美樹の彼氏役を演じた柳葉敏郎は、この番組の大ファンであったらしく、さんまに強く出演を熱望していた。その後、『男女7人秋物語』やヤクザ映画で共演する事になる。
- 『VII』の時、山口美江と芳本美代子がマドンナとして一緒に出演した。このとき、番組のプロデューサーである三宅恵介が当時有名だった「しば漬け」のCMに出演していた山口にオファーを出し続けたことで出演したのだが、演技については全くの素人だった山口はNGを出してしまう。特に問題が起きたのが、2人がマラソンコースを歩くシーンだった。このシーンは動きながらの長ゼリフで、途中いろいろなエキストラがギャグに徹しているという、通常のドラマより難しい状態だったために、山口は段取りを完全に覚え切れなかった。これが原因で長時間掛かってしまったあげく、オファーした本人である三宅が、「なんで、あんなのを（山口）キャスティングしたんだ!」とスタッフに怒りまくったという。その際、さんまから、「あんたがオファーしたんやろ」と無意識につっこんでしまったという。その後、『VIII』では「7代目マドンナ」としてカメオ出演している。
- 『IX』にはまたまた山口美江と浩野はるいがカメオ出演を果たしている。
- 『VII』はアイスホッケーがドラマの主軸となったが、午前中はフィギュアスケートの練習で使うために、スケート場を借りる事ができず、ほとんどが深夜に撮影されていた。また、出演者であった地井武男は年長だったせいか、練習量が少なく、終盤の引退シーンではおぼつかない状態だった。この経験からか、フジテレビドラマ『プライド』でアイスホッケーの選手を演じる事になった木村拓哉に、「アイスホッケーのドラマするんやろ。めっちゃ大変やぞ」とアドバイスしている。
- 過去に、『ひょうきん族』レギュラーのそのまんま東が『明石家さんま殺人事件』という推理小説を書き、その内容は『ひょうきん族』の裏側をベースに作られたのだが、作中に、何度か警察犬ロンリー号と心はロンリーの『VIII』の内容も書かれている。
- 『VIII』の撮影時、子役の子供がスタッフが用意したメニューに注文をつけていたところ、撮影が押していたせいもあるのかさんまが珍しく、「黙って、それ（を）食え!」と激怒し、双子が同時に泣いてしまった。その際、放送作家の藤沢めぐみとADの栗原美和子が2人を連れてトイレに行き、泣き止むまであやすこととなった。その後、撮影がストップし、間が持たなくなったさんまが男子トイレに行くと、隣の女子トイレにいた2人の声が聞こえ、「あんな奴（さんま）には負けてたまるか!」と固く誓っていたという。そのかいあってか、藤沢はさんま関連番組のレギュラー放送作家に、栗原は数々のドラマを演出した後、現：共同テレビエグゼクティブ・プロデューサー兼企画担当部長に至る。
- 『VIII』はシリーズ通して唯一、ヒロインである浩野はるいをオーディションで決めたのだが、当時跡見学園女子大学の4年生だった22歳の浩野は女優になる気にならず、その後、深夜番組などに出演したのを最後に芸能界からフェードアウトしてしまい、三宅曰く「今は何をしているか分からない」とのこと。
- 『X』は、海の近くに実際に石で作った家を建て、そこで撮影を行なったのだが、精魂込めて作ったセットを撮影後に壊すのはもったいないと思ったのか、そのまま残していた。ところが、撮影終了後1週間後に台風が直撃してしまい、セットが崩壊してしまった。『X』から『XI』までの間が6年開いたのは、このドラマで大赤字を出してしまったかららしい。

## シリーズ一覧
1. 心はロンリー気持ちは「…」I（1984年12月17日[2]、「月曜ドラマランド」枠）
  - 出演：明石家さんま、田中美佐子他
2. 心はロンリー気持ちは「…」II（1985年7月15日、「月曜ドラマランド」枠）
  - 出演：明石家さんま、萬田久子、中島大介、山本紀彦他
3. 心はロンリー気持ちは「…」III（1986年2月21日放送、「金曜おもしろバラエティ」枠）
  - 出演：明石家さんま、香坂みゆき、子門真人、阿藤海（現：阿藤快）他
4. 心はロンリー気持ちは「…」IV（1986年9月25日放送、「木曜ドラマストリート」枠）
  - 出演：明石家さんま、森下愛子、今井美樹、柳葉敏郎、小堺一機他
5. 心はロンリー気持ちは「…」V（1987年3月20日放送、「金曜女のドラマスペシャル」枠）
  - 出演：明石家さんま、真野あずさ、仙道敦子他
  - さんまの代表曲『真赤なウソ』はこの回の主題歌としてタイアップされていた。
6. 心はロンリー気持ちは「…」VI（1987年10月2日放送、「ザ・ドラマチックナイト」枠）
  - 出演：明石家さんま、黒木瞳、かとうかずこ、賀来千香子他
7. 心はロンリー気持ちは「…」VII（1988年5月13日放送、「男と女のミステリー」枠・昭和での最後の放送）
  - 出演：明石家さんま、山口美江、芳本美代子、嶋大輔、地井武男他
8. 心はロンリー気持ちは「…」VIII（1989年3月3日放送、「男と女のミステリー」枠・平成になって初の放送）
  - 出演：明石家さんま、浩野はるい、堀内孝雄、柴田恭兵他
9. 心はロンリー気持ちは「…」IX（1989年11月24日放送、「男と女のミステリー」枠）
  - 出演：明石家さんま、河合美智子、長江健次、原田貴和子、柴田恭兵他
10. 心はロンリー気持ちは「…」X（1997年8月29日放送、「金曜エンタテイメント」枠・20世紀での最後の放送）
  - 出演：明石家さんま、松下由樹、七瀬なつみ、布施博他
  - サブタイトルは「南の国から」 北の国からのパロディ。この作品にてさんまは大竹しのぶと離婚後初共演。
11. 心はロンリー気持ちは「…」XI（2003年8月29日放送、「金曜エンタテイメント」枠・21世紀になって初の放送）
  - 出演：明石家さんま、飯島直子、安倍麻美、伊原剛志他
  - サスペンスドラマ風の作品。随所にサスペンスドラマのお約束が散りばめられている。
12. 心はロンリー気持ちは「…」FINAL（2024年4月27日放送、「土曜プレミアム」枠）
  - 出演：明石家さんま、川口春奈、吉田羊他
  - 「フジテレビ開局65周年企画 明石家さんま芸能生活50周年よくぞここまで頑張ったな企画」として21年ぶりにシリーズが完結編として復活[3]。シリーズ唯一のハイビジョン収録かつ令和での放送。日本のテレビドラマとしては今日ではデファクトスタンダードとされているVFXや24P、フィルムライクエフェクトを一切使用しない最後のテレビドラマとなった。地上波のほか、同年5月17日にはBSフジでも放送された[4][5]。

## 映像作品
DVD単体
- 心はロンリー気持ちは「…」XI（2003年11月19日発売）ASIN B0000DJWHH

DVD-BOX
- 心はロンリー 気持ちは「…」I〜III BOX（2004年11月17日発売）ASIN B0003JKMKG
- 心はロンリー 気持ちは「…」IV〜VI BOX（2005年3月2日発売）ASIN B00077D91I
- 心はロンリー 気持ちは「…」VII VIII X BOX（2005年7月20日発売）ASIN B0009RPCPM
  - 著作権上の理由でIXは未収録、他も一部の音楽を差し替えで対応。

## スタッフ
- 脚本：大岩賞介、君塚良一、杉本高文、ラサール石井、藤沢めぐみ
- 音楽：門司肇
- プロデューサー：横澤彪→山縣慎司→加茂裕治
- ディレクター→演出：三宅恵介
- アシスタントディレクター：平林長務、豊島浩行、片岡飛鳥、渡辺琢
- 制作進行：豊島浩行

### FINAL（2024年）
- 脚本：君塚良一/大岩賞介、藤沢めぐみ/杉本高文
- 総合演出：三宅恵介
- ディレクター︰藤井喜代美、鈴木剛
- 盛り上げ演出︰出口敬生
- 通りすがりの監修︰中江功
- 音楽：門司肇（協力：勝守理）
- 主題歌：ロマンスが舞い降りて来た夜 - THE ALFEE
- アクション監督︰奥住英明
- 医療監修︰重城サエ
- 警察監修︰古谷謙一
- プロデュース：竹岡直弘、高橋味楓、野田悠介
- チーフプロデューサー：渡邊俊介
- 制作協力︰吉本興業、千代田企画、フジパシフィックミュージック、ニッポン放送
- 制作著作：フジテレビ